# Crociera fuori programma
Crociera fuori programma (Cabin Boy) è un film fantastico pubblicato nel 1994 dalla Touchstone Pictures e prodotto da Tim Burton, che vede la partecipazione dell'attore Chris Elliott. Elliott co-scrisse il film con Adam Resnick. Entrambi lavorarono per lo show tv americano Late Night with David Letterman negli anni ottanta, così come alla sitcom dal vivo della Fox Get a Life negli anni novanta.
Il progetto fu dapprima pensato per la regia di Tim Burton, che aveva contattato Elliott dopo averlo visto nell'episodio Neptune 2000 di Get a Life. Lo scrittore Adam Resnick prese le redini della regia dopo l'offerta che fu fatta a Burton per il film Ed Wood.
Il film fu poco esaustivo al box office ma trovò un modesto successo in home video, tanto da guadagnarci un culto di molti fan.
In Italia il film è uscito direttamente in home video distribuito dalla Buena Vista Home Entertainment.

## Trama
Elliott interpreta il ruolo di un verginale e snob studente bizzarro chiamato Nathaniel Mayweather che, dopo il diploma, scambia la barca da pesca The Filthy Whore (La Sudicia Troia) per la Queen Catherine, una lussuosa crociera per le Hawaii. Mayweather riconosce l'errore solo dopo che la barca è salpata, così è costretto a fare del suo meglio per convincere quattro sudici marinai a portarlo alle Hawaii dove deve ricongiungersi al padre proprietario di un hotel, interpretato dal vero padre di Chris Elliott, Bob.
Nathaniel convince poi il mozzo (cabin boy), Kenny, a cambiare la rotta per le Hawaii, ma quando vengono raggiunti da una tempesta, Kenny viene colpito e gettato fuoribordo, cosicché Nathaniel deve divenire il nuovo mozzo. L'equipaggio (e l'accidentale passeggero) de La Sudicia Troia incontrano poi numerosi soggetti strambi e molesti, tra cui un mostro dell'iceberg e Cocki, l'uomo-squalo. Nathaniel pesca anche una donna dall'oceano, la fabbro e nuotatrice Trina, interpretata da Melora Walters.
Il film include una breve apparizione di David Letterman nel ruolo dell'irritabile commerciante di pupazzi-scimmia di un villaggio di pescatori. Cabin Boy vede anche la breve interpretazione di Alfred Molina nel ruolo dell'insegnante di Nathaniel.

## Premi e riconoscimenti
- Nomination ai Razzie Awards 1995: Peggior Star Esordiente (Chris Elliott)